# Glacier Crowfoot
Le glacier Crowfoot, en anglais : Crowfoot Glacier est un glacier situé dans le parc national de Banff, en Alberta, au Canada, à 32 km au nord-ouest de Lake Louise, et peut être aperçu depuis Icefields Parkway. Le glacier est situé sur le flanc nord-est du mont Crowfoot.
Le glacier Crowfoot Glacier se trouve à l'est du Continental Divide, et le ruissellement du glacier se déverse dans la Bow River. Le glacier a reculé depuis la fin du petit âge glaciaire et a aujourd'hui[Quand ?] perdu un lobe entier ; il ne ressemble donc plus au glacier tel qu'il a été découvert par les premiers explorateurs du Canada. Le glacier a une superficie de 1,5 km2. Le glacier Crowfoot était jadis relié au Wapta Icefield, et, dans les années 1980, il était considéré comme faisant partie d'une plus petit champ de glace d'une superficie de 5 km2.

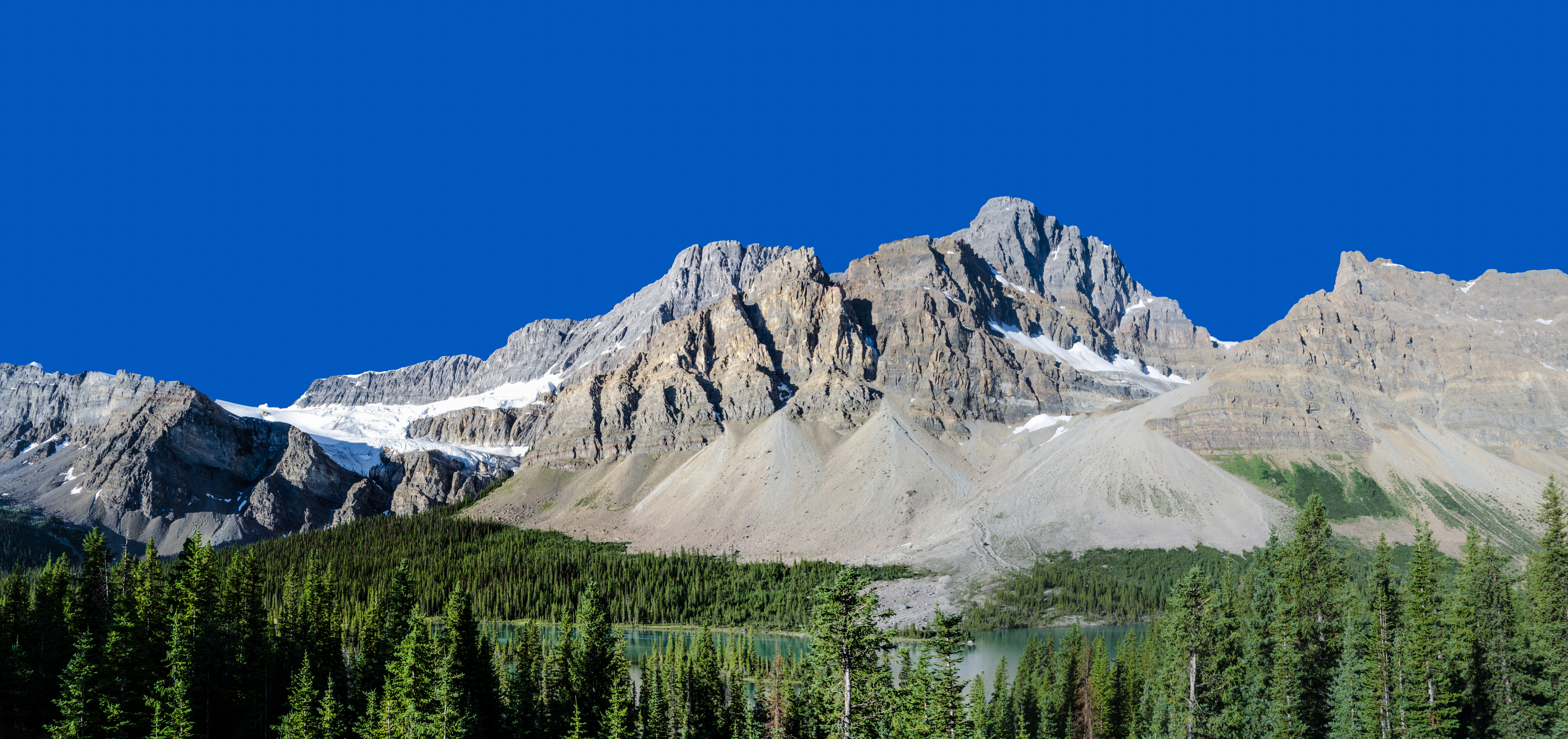
Vue panoramique du glacier Crowfoot (à gauche) et du mont Crowfoot (au centre) en août 2012.

## Source
- (en) Cet article est partiellement ou en totalité issu de l’article de Wikipédia en anglais intitulé « Crowfoot Glacier » (voir la liste des auteurs).